# Psoroglaena cubensis
Psoroglaena cubensis är en lavart som beskrevs av Müll. Arg. Psoroglaena cubensis ingår i släktet Psoroglaena och familjen Verrucariaceae.   Inga underarter finns listade i Catalogue of Life.